# 王步青 (清朝)
王步青（1672年—1751年），字漢階，又字罕皆，號後村、己山，別稱己山先生。江蘇省鎮江府金壇縣（今屬常州市金壇市）人。清朝政治人物、經學家、理學家。

## 生平
王步青長身玉立，自年少為諸生時便以文采知名，但潛心鑽研經學義理。張伯行任江蘇巡撫時，招集江蘇十五府知名文士至蘇州紫陽書院，講授《語錄》；三次考試，王步青都取得第一，張伯行稱讚王步青能「窺道之本原，契聖賢之旨趣」。
曾經與桂林陳宏謀有十餘封書信往來，都以道義相互勉勵，興辦正學、整飭吏治、激勵風俗，期許成為一代名臣。陳宏謀稱王步青的學問以濂、洛、關、閩為宗，以日用倫常為實際，躬行心得，不只是空言。王步青每日隨身攜帶書籍，隨時閱讀，舟車行路時也不曾間斷。
康熙五十三年（1714年）甲午鄉試舉人。
雍正元年（1723年）癸卯恩科第三甲第八十六名同進士出身。選翰林院庶吉士。
三年（1725年）散館，授翰林院檢討。
雍正六年（1728年）告歸。
王步青入翰林時已年過五十歲，在京師時獨自居住一小屋；歸鄉後閉門教授學生，府縣官員都很少見到其面。掌教揚州維揚書院，遵循白鹿洞書院遺規，主張「我朝用經義取士，士子當因文見道」，門生多為名士；又選輯鄉會試中式墨卷，反對浮誇、推崇典雅文風，許多文士以其為宗。晚年更加勤學，購買一處房屋，書齋命名為「無逸所」，座右銘：「道脈端須存夜氣，老年尤務惜分陰」。
乾隆十六年（1751年）無疾而卒，年八十，入祀鄉賢祠。沈德潛為其撰墓碑銘：「金沙王氏，代有令德，篤生醇儒，日光玉色。立朝揚華，歸田纂述，敬信紫陽，窺尋正脈。翦繁剔蕪，尊孔黜墨，昭示後人，天空水碧。循循庸行，惟正是適。名因實流，道隨年積。斯人云亡，士林傷衋。習吉佳城，鬱蒼松櫪。吾作銘詞，勒於文石，後有過者，車行必式。」

## 著作
- 《朱子四書本義匯參》四十五卷
- 《王己山文集》十卷《別集》四卷
- 《維揚書院約》
- 《王氏宗規》
- 《敦復堂古文稿》

## 家庭
- 從祖：王錫祉。
- 父：王洵仁。
- 本生父：王永年。
- 子:王士鼇
- 孫：王維甸、王尚畲、王乃畇、王爾畯 [4]